# Atabeg
Atabeg, Atabek ali (v turških jezikih) Atabey, (armensko: Աթաբեկ, Atabek) je bil deden plemiški naslov turškega porekla. Označeval voditelja države ali pokrajine, ki je bil podrejen kralju in je bil zadolžen za vzgojo prestolonaslednika. Naslov se je prvič pojavil pri Seldžukih, kasneje pa so ga uporabljali tudi Armenci, najprej kot vojaški naziv, danes pa ga še najdemo med priimki. 

## Poreklo in pomen
Beseda atabeg je sestavljena iz dveh besed: turška beseda ata pomeni »oče ali prednik«, mnogo starejša sogdijska beseda beg pa pomeni »vodja«. Če je seldžuški vladar umrl in zapustil mladoletnega naslednika, so mlademu vladarju določili skrbnika, ki ga je ščitil in vodil. Skrbniki so se pogosto poročali njihovimi ovdovelimi materami in postali nasledniku nekakšen nadomestni oče.
Ko so v 12. stoletja na Bližnjem vzhodu zavladali Seldžuki, je postal naslov atabeg precej pogost in so ga uporabljali celo v Mezopotamiji (Iraku).
Med turkmenskimi plemeni v Perziji je bil položaj atabega višji od položaja kana.
Naslov atabeg se je uporabljal tudi za uradnike in oficirje v mameluškem Egiptu. Nekateri atabegi so se pred vključitvijo Egipta v Otomansko cesarstvo celo razglasili za sultane. Po propadu Seldžukov se je naslov uporabljal samo občasno.
Azerbajdžanski vladarji iz dinastije Ildeniz (Ildegoz) so uporabljali naslov Atabeg-e-Azam (Veliki atabeg), ki je označeval njihov visoki položaj, moč in vpliv na seldžuške sultane. 
Naslov Atabeg-e-Azam se je s presledki uporabljal vse do leta 1916 in je včasih nadomeščal naslov Vazir-e-Azama, ki je pripadal šahovemu velikemu vezirju.

## Atabeške dinastije

### Bližnji vzhod
Od 12. stoletja naprej so atabegi ustvarili več dinastij in v več kneževinah izpodrinili zakonite naslednike seldžuških emirjev. Takšne dinastije so ustvarili nekateri osvobojeni mameluki, ki so imeli na dvoru visoke položaje. Ko so emirji umrli, so najprej postali zaščitniki emirjevih naslednikov, kasneje pa so si prisvojili njihove prestole. Takšna je bila na primer dinastija v Damasku, ki jo je ustanovil Tughtigin (1103-1128).
Druga atabeška »kraljestva« so nastala na severovzhodu. Eno takšnih kraljestev sta okrog leta 1101 v Kaifi v Diyarbakıru ustanovila Sokman (Sökmen) in njegov brat Ilghazi, imenovan Mardi. V Mosulu na Tigrisu so prav tako vladali atabegi, med njimi Aksunkur in Zengi. Zengi je postal atabeg Mosula leta 1128 in kmalu zatem tudi neodvisen vladar večjega dela severne Mezopotamije in Sirije, vključno z Alepom.
Severnemu delu Luristana, ki se je včasih imenoval Lurikučik (Mali Luristan), so vladali neodvisni vladarji iz dinastije Huršidov, ki so se imenovali atabegi vse do začetka 17. stoletja, ko je zadnjega atabega Šaha Verdi Kana odstavil perzijski šah Abbas I. in namesto njega postavil na oblast Huseina Kana, poglavarja rivalskega plemena. Huseinu so namesto naslova atabeg dali guvernerski naslov vali, katerega so obdržali tudi njegovi nasledniki.
Veliki Luristan v južnem delu Luristana je bil neodisna država atabegov Fazlevijev od leta 1160 do leta 1424. Glavno mesto države je bil Idadž, ki je danes kup ruševin v Malamirju, kakšnih sro kilometrov jugovzhodno od Shushtarja.

### Kavkaz
Šams al-Din Eldiguz (1137–1175), veliki atabeg seldžuškega sultana v Bagdadu, je v severozahodnem delu Irana ustanovil neodvisno dinastično državo Azerbajdžan, ki je trajala do leta 1225.